# Élections législatives de 1881 dans la Somme
Les élections législatives françaises de 1881 se déroulent les 21 août et 4 septembre 1881. Dans le département de la Somme, huit députés sont à élire dans le cadre de huit circonscriptions.

## Contexte

### Députés sortants
|   | Circonscription | Nom                                   |  | Parti              | Groupe              |
| - | --------------- | ------------------------------------- |  | ------------------ | ------------------- |
| 1 | 1re d'Abbeville | Henri Labitte                         |  | Libéral            | Centre gauche       |
| 2 | 2e d'Abbeville  | Gaston de Douville-Maillefeu          |  | Radical-socialiste | Extrême gauche      |
| 3 | 1re d'Amiens    | René Goblet                           |  | Républicain        | Union républicaine  |
| 4 | 2e d'Amiens     | Charles Langlois de Septenville       |  | Bonapartiste       | Appel au peuple     |
| 5 | Doullens        | Marie Alexandre Raoul Blin de Bourdon |  | Légitimiste        | Union des droites   |
| 6 | Montdidier      | Gustave-Louis Jametel                 |  | Libéral            | Centre gauche       |
| 7 | 1re de Péronne  | Louis-Marie Cadot                     |  | Républicain        | Gauche républicaine |
| 8 | 2e de Péronne   | Victor Magniez                        |  | Libéral            | Centre gauche       |

## Résultats au niveau départemental
| Parti    | Parti                                                   | Premier tour | Premier tour | Sièges |
| Parti    | Parti                                                   | Voix         | %            | Sièges |
| -------- | ------------------------------------------------------- | ------------ | ------------ | ------ |
|          | Conservateurs (Monarchistes - Légitimistes - Cléricaux) | 31 485       | 24,98        | 1      |
|          | Gauche républicaine                                     | 25 245       | 20,03        | 2      |
|          | Union républicaine                                      | 22 916       | 18,18        | 2      |
|          | Conservateurs libéraux                                  | 18 728       | 14,86        | 2      |
|          | Bonapartistes                                           | 16 297       | 12,93        | 0      |
|          | Radicaux-socialistes                                    | 11 383       | 9,03         | 1      |
|          |                                                         |              |              |        |
| Exprimés | Exprimés                                                | 126 054      |              | 8      |

## Résultats par arrondissement

### Arrondissement d'Abbeville

#### 1recirconscription
Député sortant : Henri Labitte (Libéral)
| Candidat | Candidat      | Parti    | Premier tour | Premier tour |
| Candidat | Candidat      | Parti    | Voix         | %            |
| -------- | ------------- | -------- | ------------ | ------------ |
|          | Henri Labitte | Libéral  | 10 157       | 100,00       |
|          |               |          |              |              |
| Exprimés | Exprimés      | Exprimés | 10 157       |              |

Député élu : Henri Labitte (Libéral)

#### 2ecirconscription
Député sortant : Gaston de Douville-Maillefeu (Radical-socialiste)
| Candidat | Candidat                       | Parti              | Premier tour | Premier tour |
| Candidat | Candidat                       | Parti              | Voix         | %            |
| -------- | ------------------------------ | ------------------ | ------------ | ------------ |
|          | Gaston de Douville-Maillefeu * | Radical-socialiste | 9 123        | 58,26        |
|          | Louis Briet de Rainvilliers    | Monarchiste        | 6 537        | 41,74        |
|          |                                |                    |              |              |
| Exprimés | Exprimés                       | Exprimés           | 15 660       |              |

Député élu : Gaston de Douville-Maillefeu (Radical-socialiste)

### Arrondissement d'Amiens

#### 1recirconscription
Député sortant : René Goblet (Union républicaine)
| Candidat | Candidat                 | Parti              | Premier tour | Premier tour |
| Candidat | Candidat                 | Parti              | Voix         | %            |
| -------- | ------------------------ | ------------------ | ------------ | ------------ |
|          | René Goblet *            | Républicain        | 12 253       | 57,78        |
|          | Adalbert de Franqueville | Monarchiste        | 6 694        | 31,56        |
|          | Théophane Delambre       | Radical-socialiste | 2 260        | 10,66        |
|          |                          |                    |              |              |
| Exprimés | Exprimés                 | Exprimés           | 21 207       |              |

Député élu : René Goblet (Union républicaine)

#### 2ecirconscription
Député sortant : Charles Langlois de Septenville (Bonapartiste)
| Candidat | Candidat                          | Parti        | Premier tour | Premier tour |
| Candidat | Candidat                          | Parti        | Voix         | %            |
| -------- | --------------------------------- | ------------ | ------------ | ------------ |
|          | Ernest Dieu                       | Républicain  | 13 597       | 57,47        |
|          | Charles Langlois de Septenville * | Bonapartiste | 10 062       | 42,53        |
|          |                                   |              |              |              |
| Exprimés | Exprimés                          | Exprimés     | 23 659       |              |

Député élu : Ernest Dieu (Gauche républicaine)

### Arrondissement de Doullens
Député sortant : Marie Alexandre Raoul Blin de Bourdon (Légitimiste)
| Candidat | Candidat                                | Parti       | Premier tour | Premier tour |
| Candidat | Candidat                                | Parti       | Voix         | %            |
| -------- | --------------------------------------- | ----------- | ------------ | ------------ |
|          | Marie Alexandre Raoul Blin de Bourdon * | Monarchiste | 7 814        | 58,55        |
|          | Ernest Legrand                          | Républicain | 5 532        | 41,45        |
|          |                                         |             |              |              |
| Exprimés | Exprimés                                | Exprimés    | 13 346       |              |

Député élu : Marie Alexandre Raoul Blin de Bourdon (Légitimiste)

### Arrondissement de Montdidier
Député sortant : Gustave-Louis Jametel (Union républicaine)
| Candidat | Candidat                 | Parti       | Premier tour | Premier tour |
| Candidat | Candidat                 | Parti       | Voix         | %            |
| -------- | ------------------------ | ----------- | ------------ | ------------ |
|          | Gustave-Louis Jametel *  | Libéral     | 10 663       | 66,06        |
|          | Dominique de Beaurepaire | Légitimiste | 3 195        | 19,79        |
|          | Comte de Fransures       | Légitimiste | 2 283        | 14,14        |
|          |                          |             |              |              |
| Exprimés | Exprimés                 | Exprimés    | 16 141       |              |

Député élu : Gustave-Louis Jametel (Libéral)

### Arrondissement de Péronne

#### 1recirconscription
Député sortant : Louis-Marie Cadot (Gauche républicaine)
| Candidat       | Candidat       | Parti          | Premier tour | Premier tour |
| Candidat       | Candidat       | Parti          | Voix         | %            |
| -------------- | -------------- | -------------- | ------------ | ------------ |
|                | Achille Bernot | Républicain    | 6 116        | 55,21        |
|                | M. Fernat      | Clérical       | 4 962        | 44,79        |
|                |                |                |              |              |
| Inscrits       | Inscrits       | Inscrits       | 14 096       | 100,00       |
| Abstentions    | Abstentions    | Abstentions    | 2 864        | 20,32        |
| Votants        | Votants        | Votants        | 11 232       | 79,68        |
| Nuls et blancs | Nuls et blancs | Nuls et blancs | 154          | 1,37         |
| Exprimés       | Exprimés       | Exprimés       | 11 078       | 98,63        |

Député élu : Achille Bernot (Gauche républicaine)

#### 2ecirconscription
Député sortant : Victor Magniez (Libéral)
| Candidat       | Candidat         | Parti          | Premier tour | Premier tour |
| Candidat       | Candidat         | Parti          | Voix         | %            |
| -------------- | ---------------- | -------------- | ------------ | ------------ |
|                | Victor Magniez * | Libéral        | 8 571        | 53,10        |
|                | M. Jolibois      | Bonapartiste   | 6 235        | 46,90        |
|                |                  |                |              |              |
| Inscrits       | Inscrits         | Inscrits       | 16 749       | 100,00       |
| Abstentions    | Abstentions      | Abstentions    | 3 321        | 19,83        |
| Votants        | Votants          | Votants        | 13 428       | 80,17        |
| Nuls et blancs | Nuls et blancs   | Nuls et blancs | 133          | 0,99         |
| Exprimés       | Exprimés         | Exprimés       | 13 295       | 99,01        |

Député élu : Victor Magniez (Libéral)

### Élus
|   | Circonscription | Nom                                   |  | Parti              | Groupe             |
| - | --------------- | ------------------------------------- |  | ------------------ | ------------------ |
| 1 | 1re d'Abbeville | Henri Labitte                         |  | Libéral            | Centre gauche      |
| 2 | 2e d'Abbeville  | Gaston de Douville-Maillefeu          |  | Radical-socialiste | Extrême gauche     |
| 3 | 1re d'Amiens    | René Goblet                           |  | Républicain        | Union républicaine |
| 4 | 2e d'Amiens     | Ernest Dieu                           |  | Républicain        | Union démocratique |
| 5 | Doullens        | Marie Alexandre Raoul Blin de Bourdon |  | Monarchiste        | Union des droites  |
| 6 | Montdidier      | Gustave-Louis Jametel                 |  | Libéral            | Centre gauche      |
| 7 | 1re de Péronne  | Achille Bernot                        |  | Républicain        | Union démocratique |
| 8 | 2e de Péronne   | Victor Magniez                        |  | Libéral            | Centre gauche      |